# John Loengard

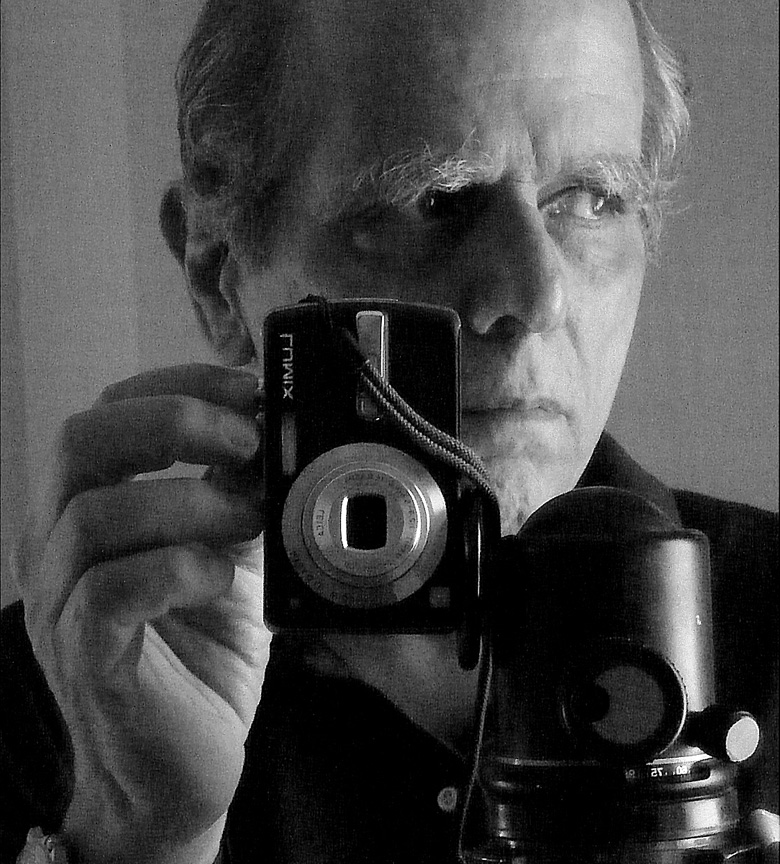
John Loengard, 2010

John Borg Loengard (5. září 1934 Manhattan – 24. května 2020 Manhattan) byl americký fotograf, který od roku 1961 pracoval v časopisu Life a v letech 1973 až 1987 byl jeho obrazovým editorem. Vyučoval v Mezinárodním středisku fotografie v New Yorku, Nové škole pro sociální výzkum v New Yorku a na workshopech po celé zemi.

## Raný život
Loengard se narodil v New Yorku 5. září 1934. O fotografii se začal zajímat v jedenácti letech, když na konci druhé světové války jeho otec mluvil o koupi nové fotokamery. Loengard začal fotografovat pro noviny na střední škole. V roce 1956, když byl seniorem na Harvard College, požádal ho časopis Life, aby vyfotografoval nákladní loď na mysu Cape Cod – úkol, který začal Loengardovu dlouhou spolupráci s magazínem. O svých hrdinech jako byli Henri Cartier-Bresson, W. Eugene Smith a Robert Frank, Loengard napsal: „Smíchali své pocity s reportáží novými silnými způsoby. Mým plánem bylo dělat to podobně.“

## Kariéra
V roce 1961 nastoupil do časopisu Life. Když Life pozastavil v roce 1972 týdeník, Loengard se stal obrazovým editorem pololetníku Life „Special Reports“.
V roce 1974 byl editorem obrázků časopisu Time Inc. Magazine Development Group, plánoval a vydával časopis People. V roce 1978 byl pomocníkem při znovuzrození Life jako měsíčníku. V roce 1986 tato publikace získala první cenu za „Vynikající fotografii“, kterou kdy udělila Americká společnost vydavatelů časopisů. Loengard pokračoval v Life jako editor obrázků až do roku 1987. Byl autorem deseti knih o fotografii.
Vyučoval v Mezinárodním středisku fotografie v New Yorku, Nové škole pro sociální výzkum v New Yorku a na workshopech po celé zemi.
V roce 2004 byla Loengardovi udělena cena Henryho R. Luce „Cena za celoživotní úspěch“ od společnosti Time Inc. V roce 2005 časopis American Photo označila Loengarda jako „jednoho ze sta nejvlivnějších lidí ve fotografii.“ „Fotograf a editor obrázků, mentor, kurátor a historik, kritik a učenec – v průběhu let John Loengard převzal všechny tyto role,“ napsal časopis Vanity Fair, „s élanem a fokusem, tvrdohlavostí a šikovnou inteligencí.„
V roce 2018 byl uveden do Mezinárodní fotografické síně slávy International Photography Hall of Fame.

## Smrt
Zemřel na srdeční selhání 24. května 2020 na Manhattanu v New Yorku ve věku 85 let.

## Publikace
- Pictures Under Discussion (New York: Amphoto, 1987), ISBN 0-8174-5539-6. Fotografie: Loengard.
- Life Classic Photographs: A Personal Interpretation by John Loengard (Boston: Little, Brown and Company, 1988), ISBN 0-8212-1714-3. Loengardův výběr a komentář.
- Life Faces, with Commentary by John Loengard (New York: Macmillan, 1991), ISBN 0-02-574043-1. Loengardův výběr a komentář.
- Celebrating the Negative (New York: Arcade Publishing, Inc., 1994), ISBN 1-55970-282-6.
- Georgia O'Keeffe at Ghost Ranch (Munich: Schirmer / Mosel, 1995), ISBN 3-88814-745-X; (New York: Stewart, Tabori & Chang, 1995), ISBN 1-55670-423-2; (New York: Te Neues, 1998), ISBN 3-8238-9965-1
- Life Classic Photographs: A Personal Interpretation by John Loengard, Updated With New Photographs (Boston: Little, Brown and Company, 1996), ISBN 0-8212-2263-5
- Life Photographers: What They Saw (New York: Bullfinch, 1998), ISBN 0-8212-2518-9. Loengardovy rozhovory s 44 fotografy, kteří pracovali pro Life v letech 1936 až 1972.
- The Great Life Photographers (New York: Bulfinch, 1988), ISBN 978-0-8212-2892-0. Loengard conceived the book, was the contributing editor and wrote the introduction.
- As I See It (New York: Vendome, 2005), ISBN 086565-167-1; (London: Thames & Hudson, 2005), ISBN 0-500-54307-0; Monografie John Loengard (Paříž: Éditions de La Martininiere, 2005), ISBN 2-7324-3368-3. Retrospektiva Loengardových fotografií.[15]
- Georgia O'Keeffe / John Loengard Paintings & Photographs (Munich: Schirmer / Mosel, 2006), ISBN 3-8296-0103-4, ISBN 978-3-8296-0103-0; Image and Imagination, Georgia O'Keeffe by John Loengard (San Francisco: Chronicle, 2007), ISBN 0-8118-6132-5, Georgia O'Keeffe / John Loengard Paintings & Photographs (Munich: Schirmer / Mosel, 2016), ISBN 978-3-8296-0786-5. Fotografie a úvodní slovo: Loengard, malby: Georgia O'Keeffe.
- Age of Silver: Encounters with Great Photographers (Brooklyn: powerHouse, 2011), ISBN 978-1-57687-587-2. Loengardovy portréty fotografů.
- Moment By Moment (New York, Thames & Hudson, 2016), ISBN 978-0-500-97077-5. Fotografie: Loengard.[7]

## Výstavy
- Mezinárodní centrum fotografie, New York City, 1987
- Saidye Bronfman Center, Montreal, Quebec, 1996
- University of Kentucky Art Museum, Lexington, KY, 2007
- The Century Association, New York City, 2009
- George Eastman House, Rochester, NY, 2010
- Muzeum Henryho Foxe Talbota, Lacock Abbey, Anglie, 2010
- Celebrating the Negative (Oslava negativu) (putovní výstava), 2013[16]
- International Photography Hall of Fame, St. Louis, MO, 2019

## Sbírky
Loengardova práce je součástí následujících stálých sbírek:
- Národní portrétní galerie, Washington, DC
- Centrum pro kreativní fotografii, Tucson, Arizona
- Mezinárodní centrum fotografie, New York [17]
- Menil Foundation, Houston, Texas
- George Eastman House, Rochester, New York
- Mezinárodní síň slávy fotografie, St. Louis, Missouri